# Tilsat sukker
Tilsat sukker er sukkerkulhydrater (sødemidler) tilsat til fødevarer og drikkevarer på et tidspunkt inden de konsumeres. De inkluderer tilføjede kulhydrater (monosakkarider og disakkarider), og i mere bred forstand også sukker der er naturligt forekommende i honning, sirup, frugtjuice og frugtkoncentrater. De kan også være i kemisk form, inklusive sukrose (bordsukker), glukose (dextrose) og fruktose.
Den medicinske konsensus fastlægger at tilsat sukker kun tilføjer i ringe grad til næringsværdien i fødevarer, hvilket har ledt til beskrivelsen "tomme kalorier". Overindtag af sukker hænger sammen med overdreven kalorieindtag og øget risko for vægtøgning og forskellige sygdomme. hvilket repræsenterer 20 % af de daglige kalorier, Individer der indtager 17 %-21 % af deres daglige kalorier i form af tilsat sukker har 38 % højere risiko for at dø af hjertekarsygdomme i forhold til personer, der kun indtager 8 % af deres daglige kalorier fra tilsat sukker.